# Giải thưởng Điện ảnh Hồng Kông lần thứ 6
Giải thưởng Điện ảnh Hồng Kông lần thứ sáu được tổ chức năm 1987 tại Hồng Kông.

## Danh sách các đề cử và giải thưởng
| Phim hay nhất                     | Phim hay nhất                   | Phim hay nhất |
| Phim                              | Tên tiếng Anh                   |               |
| --------------------------------- | ------------------------------- | ------------- |
| Anh hùng bản sắc (英雄本色)       | A Better Tomorrow               |               |
| Hỏa long (火龍)                   |                                 |               |
| Huynh đệ (兄弟)                   |                                 |               |
| Địa hạ tình (地下情)              |                                 |               |
| Mỹ quốc tâm (美國心)              |                                 |               |
| Điên lão chính truyện (癲佬正傳)  |                                 |               |
| Đạo diễn xuất sắc nhất            |                                 |               |
| Đạo diễn                          | Phim                            |               |
| Phương Dục Bình                   | Mỹ quốc tâm                     |               |
| Ngô Vũ Sâm                        | Anh hùng bản sắc                |               |
| Lý Hàn Tường                      | Hỏa long                        |               |
| Nhĩ Đông Thăng                    | Điên lão chính truyện           |               |
| Quan Cẩm Bằng                     | Địa hạ tình                     |               |
| Kịch bản hay nhất                 |                                 |               |
| Biên kịch                         | Phim                            |               |
| Lê Kiệt Khâu Đới An Bình          | Địa hạ tình                     |               |
| Ngô Vũ Sâm                        | Anh hùng bản sắc                |               |
| Nhĩ Đông Thăng                    | Điên lão chính truyện           |               |
| Vương Khánh Tường Chu Thất Nguyệt | Hỏa long                        |               |
| Hứa Quan Văn Trần Hân Kiện        | Thần tham Chu Cổ Lực            |               |
| Nam diễn viên chính xuất sắc nhất |                                 |               |
| Diễn viên                         | Phim                            |               |
| Chu Nhuận Phát                    | Anh hùng bản sắc                |               |
| Địch Long                         | Anh hùng bản sắc                |               |
| Lý Tu Hiền                        | Huynh đệ                        |               |
| Hứa Quan Văn                      | Thần tham Chu Cổ Lực            |               |
| Lương Gia Huy                     | Hỏa long                        |               |
| Lương Triều Vĩ                    | Địa hạ tình                     |               |
| Nữ diễn viên chính xuất sắc nhất  |                                 |               |
| Diễn viên                         | Phim                            |               |
| Trương Ngải Gia                   | Tối ái                          |               |
| Lợi Ngọc Quyên                    | Mỹ quốc tâm                     |               |
| Mã Tư Thần                        | Thính bất đáo đích thuyết thoại |               |
| Phan Hồng                         | Hỏa long                        |               |
| Diệp Thiến Văn                    | Đao mã đán                      |               |
| Nam diễn viên phụ xuất sắc nhất   |                                 |               |
| Diễn viên                         | Phim                            |               |
| Tần Phái                          | Điên lão chính truyện           |               |
| Tần Phái                          | Đao mã đán                      |               |
| Lý Tử Hùng                        | Anh hùng bản sắc                |               |
| Ngọ Mã                            | Chấp hành tiên phong            |               |
| Chu Nhuận Phát                    | Địa hạ tình                     |               |
| Thành Khuê An                     | Hoàng gia phạn                  |               |
| Nữ diễn viên phụ xuất sắc nhất    |                                 |               |
| Diễn viên                         | Phim                            |               |
| Kim Yến Linh                      | Địa hạ tình                     |               |
| Thái Cầm                          | Địa hạ tình                     |               |
| Dương Tuyết Nghi                  | Mộng trung nhân                 |               |
| Lý Điện Hinh                      | Hỏa long                        |               |
| Lý Điện Lãng                      | Hỏa long                        |               |
| Diễn viên mới xuất sắc nhất       |                                 |               |
| Diễn viên                         | Phim                            |               |
| Lợi Ngọc Quyên                    | Mỹ quốc tâm                     |               |
| Ngô Thương Châu                   | Mỹ quốc tâm                     |               |
| Lý Tử Hùng                        | Anh hùng bản sắc                |               |
| Lý Quốc Hào                       | Tại giang hồ                    |               |
| Hoàng Diệu Minh                   | Luyến ái quý tiết               |               |
| Hà Khải Nam                       | Thao hành 0 phân                |               |